# Glejbjerg
Glejbjerg is een plaats in de Deense regio Zuid-Denemarken, gemeente Vejen. De plaats telt 683 inwoners (2020). Glejbjerg ligt in de parochie Åstrup.